# 上托阿
上托阿（西班牙語：Toa Alta）是波多黎各的城鎮，位於該島北部，始建於1751年，面積71平方公里，海拔高度72米，主要經濟活動是農業，2010年人口74,066，人口密度每平方公里1,000人。

## 外部連結
- Toa Alta and its barrios, United States Census Bureau